# Septembre 1827

## Événements
- 5 septembre : obligation du service militaire pour les Juifs en Russie.

- 12 septembre : fondation du journal chilien El Mercurio.

## Naissances
- 16 septembre : Albert Gaudry (mort en 1908), géologue et paléontologue français.
- 25 septembre : Simon J. Schermerhorn (mort le 21 juillet 1901), homme politique américain

## Décès
- 4 septembre : Heinrich Boie (né en 1794), naturaliste allemand.
- 10 septembre : Ugo Foscolo, poète italien (° 1778).
- 19 septembre : Morten Thrane Brünnich, zoologiste et minéralogiste danois (° 1737).
- 25 septembre : Jacques Edme Régnault de Beaucaron (né le 1er septembre 1759), homme politique français